# Stan (zbiorowość społeczna)

Duchowny, rycerz i mieszczanin (lub chłop) – przedstawiciele trzech stanów na średniowiecznej iluminacji

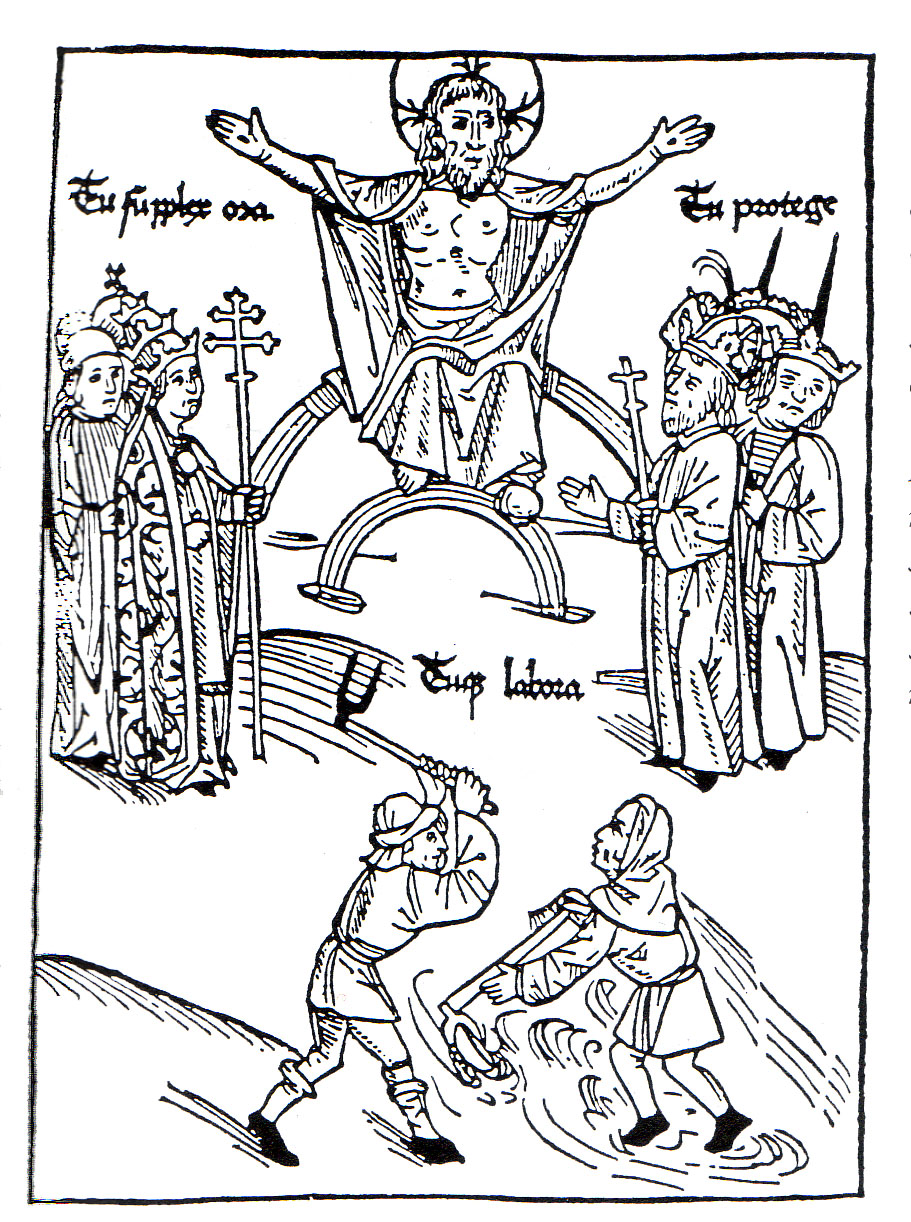
Alegoria porządku stanowego – nad podzielonymi na trzy grupy stanowe ludźmi znajduje się postać Chrystusa

Stan – zbiorowość społeczna w średniowiecznej i wczesnonowożytnej Europie, wyróżniająca się charakterystyczną pozycją ekonomiczną, społeczną i prawną swoich członków (wyraźnie wyodrębnionymi prawami i obowiązkami). Społeczeństwa tego okresu są społeczeństwami stanowymi, tzn. ich struktura społeczna opiera się na stanach społecznych. 
Każdy stan spełniał odmienne funkcje społeczne i gospodarcze, był także adresatem charakterystycznego dla siebie prawa. Stany ukształtowane były hierarchicznie na uprzywilejowane i nieuprzywilejowane, i cieszyły się różnym prestiżem.

## Powstanie stanów
Wyodrębnienie się stanów nastąpiło w pełnym średniowieczu (około XIII wieku). Najpierw nastąpiło na zachodzie kontynentu, a nieco później na wschodzie. Wynikło z ustabilizowania się swoistej sytuacji prawnej członków każdego stanu. Duchowieństwo jako pierwsze, za nim rycerstwo i mieszczaństwo uzyskały charakterystyczne przywileje; tym różniły się od nieposiadającego przywilejów chłopstwa.

### Duchowieństwo
Na początku XIII wieku duchowni otrzymali swobodę uchylania się od norm świeckiego prawa zwyczajowego i podlegania przepisom prawa kanonicznego. Zaczęło funkcjonować oddzielne sądownictwo, a monarchowie nadawali Kościołowi liczne przywileje immunitetowe.
Hierarchia kościelna (biskupi, opaci, prałaci) wywodziła się z wyższego rycerstwa, natomiast większość prezbiterów – z mieszczaństwa i chłopstwa.

### Rycerstwo
Powstawało dłużej, niż duchowieństwo, i ostatecznie wykrystalizowało się pod koniec średniowiecza jako grupa adresatów licznych przywilejów immunitetowych, posiadających ziemię na tzw. prawie rycerskim.

### Mieszczaństwo i chłopstwo
Początki obydwu stanów wiążą się z zorganizowaniem osadnictwa, odpowiednio miejskiego i wiejskiego. Mieszczaństwo wyodrębniło się po nabyciu przez miasta samorządu, zaś chłopstwo po ujednoliceniu systemu czynszowego. Na terytoriach znajdujących się w orbicie wpływów osadnictwa niemieckiego procesy te zaszły podczas masowego nadawania aktów lokacyjnych.

## Funkcjonowanie stanów
Od momentu wykrystalizowania się podziałów społecznych (czyli ostatecznego zdefiniowania, co przyporządkowuje osobę do danego stanu) przynależność stanowa (poza duchowieństwem) była z reguły dziedziczna.
W ustroju monarchii stanowej stany korzystały z szerokiego samorządu; przez przedstawicieli w parlamentach uczestniczyły też w życiu politycznym kraju.
Wyliczenie poszczególnych stanów jest dość problematyczne, gdyż w różnych krajach podział ten był odmienny. Zróżnicowanie brało się stąd, że krajowe systemy stanowe wyrastały niezależnie na gruncie miejscowego systemu prawa. Generalnie wymienić można następujące stany, przy czym w żadnym społeczeństwie nie występowały one wszystkie:
- stany uprzywilejowane
  - feudałowie świeccy – w niektórych krajach podzieleni na 2 odrębne stany:
    - wielcy panowie feudalni (możnowładztwo) – grupa, która wyewoluowała później w arystokrację
    - rycerstwo, późniejsza szlachta

  - duchowieństwo
- stany nieuprzywilejowane
  - tzw. stan trzeci – zbiorcza nazwa na grupy nieuprzywilejowane, kiedy wszystkie te grupy podlegały tym samym prawom np. we Francji
  - mieszczaństwo
  - chłopi
  - żydzi (jako grupa wyznaniowa) – w niektórych krajach m.in. w Polsce traktowani jako odrębny stan.

Przynależność stanowa chłopów kształtowała się różnie: w niektórych krajach stanowili odrębny stan, w innych zaliczano ich wraz z mieszczaństwem do tzw. stanu trzeciego, niekiedy zaś jako grupa nieuczestnicząca w życiu politycznym nie byli zaliczani w obręb żadnego stanu.

### Polska
W Polsce istniały następujące stany:
- król (w okresie republiki szlacheckiej król był prawnie osobnym stanem)
- rycerstwo/szlachta (formalnie oraz prawnie nie doszło do rozdziału na możnowładztwo i pozostałe rycerstwo, jednak wykształciła się grupa, stojąca wyżej niż pozostała szlachta – magnaci)
- duchowieństwo
- mieszczaństwo
- chłopstwo
- kozacy rejestrowi
- żydzi

### Francja
- pierwszy stan – duchowieństwo (bez podziału majątkowego)
- drugi stan – rycerstwo/arystokracja (w przeciwieństwie do Polski biedni rycerze z czasem stracili przywileje i herby)
- tzw. stan trzeci – pozostała część populacji

### Państwa skandynawskie
- rycerstwo/szlachta
- duchowieństwo (po reformacji stan ten przestał istnieć)
- mieszczaństwo
- chłopi
- säädytön (osoby pracujące najemnie lub bez pracy; bez stałego miejsca zamieszkania lub jego pozbawione)

### Ruś, Rosja (przed reformami Piotra Wielkiego)
- bojarzy (arystokracja o genealogii sięgającej pradziejów)
- dworianie (odpowiednik rycerstwa, które nie mogło się legitymizować długą tradycją)
- miestniczestwo (uprzywilejowana grupa o charakterze „dziedzicznych urzędników”)
- lud (prawnie nie rozróżniano mieszczan od chłopów)
- chołopi (ludzie, którzy stracili prawa społeczne przez przestępstwo lub samosprzedaż)

Formalnie kraje nieeuropejskie nie posiadały stanów społecznych, jednak można wyróżnić elementy o strukturze podobnej (np. tureccy spahisi).

## Antagonizmy
Sprzeczności występowały w obrębie większości stanów. Różne były interesy patrycjatu i pospólstwa, możnowładztwa i rycerstwa, niższego duchowieństwa i hierarchii kościelnej. Najważniejsze jednak pozostawały antagonizmy między stanami – wzajemne ograniczanie się feudałów i mieszczan, ucisk chłopów, wpływ duchowieństwa na pozostałe stany.

## Schyłek systemu stanowego
Likwidacja ustroju stanowego rozpoczęła się w końcu XVIII wieku. Pierwszym krajem, który zlikwidował formalny podział społeczeństwa na stany, była Francja (1791). W innych państwach zachodnioeuropejskich następowało to stopniowo w ciągu XIX wieku. W Polsce podział stanowy zniesiony został przez Konstytucję marcową (w 1921 roku).